# Anomobryum
Anomobryum är ett släkte av bladmossor. Anomobryum ingår i familjen Bryaceae.

## Dottertaxa tillAnomobryum, i alfabetisk ordning[1][2]
- Anomobryum albo-imbricatum
- Anomobryum alpinum
- Anomobryum angustirete
- Anomobryum astorense
- Anomobryum auratum
- Anomobryum brachymenioides
- Anomobryum brachymeniopsis
- Anomobryum bulbiferum
- Anomobryum bullatum
- Anomobryum clavicaule
- Anomobryum compressulum
- Anomobryum conicum
- Anomobryum cygnicollum
- Anomobryum drakensbergense
- Anomobryum erectum
- Anomobryum filinerve
- Anomobryum gemmigerum
- Anomobryum harriottii
- Anomobryum humillimum
- Anomobryum hyalinum
- Anomobryum julaceum
- Anomobryum kashmirense
- Anomobryum laceratum
- Anomobryum lanatum
- Anomobryum leptostomoides
- Anomobryum lusitanicum
- Anomobryum marginatum
- Anomobryum minutirete
- Anomobryum nidificans
- Anomobryum obtusatissimum
- Anomobryum ochianum
- Anomobryum ochii
- Anomobryum parvifolium
- Anomobryum pellucidum
- Anomobryum polymorphum
- Anomobryum polysetum
- Anomobryum prostratum
- Anomobryum pycnobaseum
- Anomobryum schmidii
- Anomobryum semiovatum
- Anomobryum semireticulatum
- Anomobryum sharpii
- Anomobryum soquense
- Anomobryum steerei
- Anomobryum subnitidum
- Anomobryum subrotundifolium
- Anomobryum tereticaule
- Anomobryum werthii
- Anomobryum worthleyi
- Anomobryum yasudae